# Ricky Barnes
Ricky Kyle Barnes (Stockton, 6 februari 1981) is een professioneel golfer uit de Verenigde Staten.

## Biografie
Barnes studeerde aan de Universiteit van Arizona en speelde daar college-golf. Als amateur won Barnes het Amerikaans amateurkampioenschap golf van 2002 in de finale van Hunter Mahan. Als winnaar werd hij uitgenodigd voor de Masters in 2003, waar hij als beste amateur op de 21ste plaats eindigde.
Barnes werd in 2003 professional en begon zijn carrière op de Nationwide Tour in 2004. Eind 2008 promoveerde hij naar de PGA Tour.  In 2009 speelde hij voor het eerst mee in het US Open en speelde 132 slagen over de eerste twee rondes, een record. In de beslissende vierde ronde scoorde hij echter 6 boven par, zodat hij alsnog moest tevreden zijn met een (gedeelde) tweede plaats achter Lucas Glover. Hij heeft als professional nog geen individueel toernooi gewonnen.

## Overwinningen
Als amateur
- 2002: 102de US amateurkampioenschap
- 2002: Eisenhower Trophy (gewonnen met Hunter Mahan)

Als prof
- 2010: CVS Caremark Charity Classic (met J.B. Holmes)